# United States Chess League 2012
Die United States Chess League 2012 war die achte Austragung der United States Chess League, der US-amerikanischen Mannschaftsmeisterschaft im Schach.
Meister wurde die Mannschaft der Seattle Sluggers, während der Titelverteidiger New York Knights im Viertelfinale des Playoff scheiterte. Die Mannschaft der Connecticut Dreadnoughts (beheimatet in Norwalk (Connecticut)) nahm erstmals teil, während sich Chicago Blaze aus der USCL zurückgezogen hatte, so dass der Wettbewerb erneut mit 16 Mannschaften ausgetragen wurde.
Zu den gemeldeten Mannschaftskadern siehe Mannschaftskader der United States Chess League 2012.

## Spieltermine
Die Wettkämpfe der Vorrunde (Regular Season) fanden statt am 4./5., 10./12., 17./19. und 24./26. September, 1./3., 9./10., 15./17., 22./24. und 29./30. Oktober sowie am 6./7. November 2012, wobei jeweils vier Wettkämpfe am ersten und zweiten Termin gespielt wurden (außer in der vierten Runde, in der fünf Wettkämpfe am 24. September und drei am 26. September ausgetragen wurden). Je zwei Wettkämpfe des Viertelfinals wurden am 12. und 14. November gespielt, das Halbfinale fand am 19. November statt, und das Finale am 1. Dezember. Alle Wettkämpfe wurde via Internet auf dem Server des Internet Chess Club gespielt.

## Modus
Die 16 teilnehmenden Teams wurden in zwei Achtergruppen (Eastern Division und Western Division) eingeteilt. Jede Mannschaft spielte je einmal gegen die übrigen Mitglieder der gleichen Gruppe und drei Teams der anderen Gruppe. Über die Platzierung entschied zunächst die Anzahl der Mannschaftspunkte (ein Punkt für einen Sieg, ein halber Punkt für ein Unentschieden, kein Punkt für eine Niederlage), anschließend die Zahl der Brettpunkte (ein Punkt für einen Sieg, ein halber Punkt für ein Unentschieden, kein Punkt für eine Niederlage). Die ersten Vier jeder Gruppe qualifizierten sich für die Finalrunde (Playoff), die im k.-o.-System ausgetragen wurde.

## Vorrunde

### Gruppeneinteilung
Die 16 Mannschaften wurden wie folgt in die zwei Vorrunden eingeteilt:
| Eastern Division         | Western Division        |
| ------------------------ | ----------------------- |
| New York Knights         | San Francisco Mechanics |
| Baltimore Kingfishers    | Miami Sharks            |
| Boston Blitz             | Dallas Destiny          |
| Philadelphia Inventors   | Seattle Sluggers        |
| New Jersey Knockouts     | St. Louis Arch Bishops  |
| Manhattan Applesauce     | Arizona Scorpions       |
| Connecticut Dreadnoughts | Carolina Cobras         |
| New England Nor'easters  | Los Angeles Vibe        |

### Eastern Division
Während sich Philadelphia vorzeitig für das Playoff qualifizierte und New England die Qualifikation vorzeitig verpasste, fiel die Entscheidung über die drei weiteren Playoff-Teilnehmer erst in der letzten Runde zwischen den übrigen sechs Teams.

#### Abschlusstabelle
| Pl. | Verein                       | Sp | G | U | V | MP      | Brett-P.  |
| --- | ---------------------------- | -- | - | - | - | ------- | --------- |
| 01. | Philadelphia Inventors (D)   | 10 | 6 | 3 | 1 | 7,5:2,5 | 23,5:16,5 |
| 02. | Manhattan Applesauce         | 10 | 5 | 3 | 2 | 6,5:3,5 | 23,0:17,0 |
| 03. | New York Knights (M)         | 10 | 3 | 5 | 2 | 5,5:4,5 | 21,0:19,0 |
| 04. | Baltimore Kingfishers        | 10 | 4 | 3 | 2 | 5,5:4,5 | 19,0:21,0 |
| 05. | New Jersey Knockouts         | 10 | 3 | 4 | 3 | 5,0:5,0 | 19,0:21,0 |
| 06. | Connecticut Dreadnoughts (N) | 10 | 3 | 3 | 4 | 4,5:5,5 | 19,0:21,0 |
| 07. | Boston Blitz                 | 10 | 3 | 2 | 5 | 4,0:6,0 | 20,0:20,0 |
| 08. | New England Nor'easters      | 10 | 2 | 2 | 6 | 3,0:7,0 | 17,5:22,5 |

#### Entscheidungen
|     | qualifiziert für das Playoff: Philadelphia Inventors, Manhattan Applesauce, New York Knights, Baltimore Kingfishers |
| (M) | Vorjahresmeister |
| (D) | Divisionssieger des Vorjahres                                                                                       |
| (N) | erstmals teilnehmendes Team                                                                                         |

### Western Division
Vor der letzten Runde waren alle Entscheidungen bereits gefallen.

#### Abschlusstabelle
| Pl. | Verein                  | Sp | G | U | V | MP      | Brett-P.  |
| --- | ----------------------- | -- | - | - | - | ------- | --------- |
| 01. | Dallas Destiny          | 10 | 6 | 2 | 2 | 7,0:3,0 | 24,0:16,0 |
| 02. | St. Louis Arch Bishops  | 10 | 6 | 1 | 3 | 6,5:3,5 | 24,5:15,5 |
| 03. | Arizona Scorpions       | 10 | 5 | 1 | 4 | 5,5:4,5 | 22,0:18,0 |
| 04. | Seattle Sluggers        | 10 | 5 | 1 | 4 | 5,5:4,5 | 19,5:20,5 |
| 05. | San Francisco Mechanics | 10 | 2 | 4 | 4 | 4,0:6,0 | 19,0:21,0 |
| 06. | Los Angeles Vibe        | 10 | 1 | 5 | 4 | 3,5:6,5 | 16,5:23,5 |
| 07. | Miami Sharks            | 10 | 3 | 1 | 6 | 3,5:6,5 | 15,0:25,0 |
| 08. | Carolina Cobras         | 10 | 1 | 4 | 5 | 3,0:7,0 | 17,5:22,5 |

#### Entscheidungen
|  | qualifiziert für das Playoff: Dallas Destiny, St. Louis Arch Bishops, Arizona Scorpions, Seattle Sluggers |

## Endrunde

### Übersicht
|  | Viertelfinale          | Viertelfinale |  |  | Halbfinale             | Halbfinale       |   |  | Finale | Finale |
|  |                        |               |  |  |                        |                  |   |  |        |        |
|  |                        |               |  |  |                        |                  |   |  |        |        |
|  | Philadelphia Inventors | 3½            |  |  |                        |                  |   |  |        |        |
|  | Baltimore Kingfishers  | ½             |  |  | Philadelphia Inventors | 3                |   |  |        |        |
|  |                        |               |  |  | Manhattan Applesauce   | 1                |   |  |        |        |
|  | Manhattan Applesauce   | 2½            |  |  |                        |                  |   |  |        |        |
|  | New York Knights       | 1½            |  |  | Philadelphia Inventors | 1                |   |  |        |        |
|  |                        |               |  |  |                        | Seattle Sluggers | 3 |  |        |        |
|  | Dallas Destiny         | 1½            |  |  |                        |                  |   |  |        |        |
|  | Seattle Sluggers       | 2½            |  |  | Seattle Sluggers       | 2½               |   |  |        |        |
|  |                        |               |  |  | Arizona Scorpions      | 1½               |   |  |        |        |
|  | St. Louis Arch Bishops | 1½            |  |  |                        |                  |   |  |        |        |
|  | Arizona Scorpions      | 2½            |  |  |                        |                  |   |  |        |        |

### Entscheidungen
|  | US-amerikanischer Mannschaftsmeister: Seattle Sluggers |

### Viertelfinale
Während sich in der Eastern Division die Teams mit besserer Vorrundenplatzierung durchsetzten, erreichten in der Western Division die Außenseiter das Halbfinale.

### Halbfinale
In der Eastern Division setzte sich der Gruppensieger Philadelphia durch, während in der Western Division mit Seattle der Vierte der Vorrunde das Finale erreichte.

### Finale
Mit einem 3:1-Sieg gewann Seattle erstmals den Titel.

## Auszeichnungen

### Most Valuable Player
Der Titel des Most Valuable Player (MVP) wurde aufgrund der Vorrundenergebnisse vergeben. Für eine Gewinnpartie am ersten Brett erhielt ein Spieler vier Punkte, für eine Niederlage wurden ihm vier Punkte abgezogen. Am zweiten Brett wurden analog 3,5 Plus- beziehungsweise Minuspunkte vergeben, am dritten Brett drei und vierten Brett 2,5. Zusätzlich wurde für jede mit den schwarzen Steinen erreichte Gewinn- und Remispartie ein Punkt gutgeschrieben. Den Titel gewann K. Priyadharshan (St. Louis) mit 29,5 Punkten, auf den Plätzen 2 und 3 folgten Dov Gorman (Philadelphia) mit 22 und Lewan Bregadse (St. Louis) mit 21 Punkten.

### Rookie of the Year
Der Titel des Rookie of the Year wurde für den erfolgreichsten Debütanten in der USCL vergeben. Der Titel ging an K. Priyadharshan (St. Louis), der 8,5 Punkte aus 11 Partien erreichte.

### Most Improved Player
Der Titel des Most Improved Player wurde an den Spieler vergeben, der seine Turnierleistung im Vergleich zu seinen vorherigen Teilnahmen an der USCL am meisten steigern konnte. Der Titel ging an Shaun Smith (Manhattan).

### All Star Teams
Es wurden drei All Star Teams nominiert. Dem ersten Team gehörten Sergey Erenburg (Philadelphia), K. Priyadharshan (St. Louis), Dov Gorman (Philadelphia) und Shaun Smith (Manhattan) an, dem zweiten Varuzhan Akobian, Georgi Orlov, Joshua Sinanan (alle Seattle) und Alexander King (Manhattan) und dem dritten Julio Catalino Sadorra (Dallas), Levon Altounian (Arizona), Lewan Bregadse (St. Louis) und Alexander Katz (New York).

### Game of the Year
Nach jeder Runde wurde eine Partie der Woche (Game of the Week) gewählt, aus den 13 Partien der Woche sowie sieben weiteren Partien (Wildcards) wurde die Partie des Jahres (Game of the Year) gewählt. Der Titel ging an die Gewinnpartie von Matthew Herman (New York) gegen Eli Vovsha (Manhattan) aus dem Viertelfinale. Auf dem zweiten Platz folgte die per Wildcard nominierte Gewinnpartie von Tamas Gelaschwili (New York) gegen Alex Stripunsky (New Jersey) aus der zehnten Runde (Partie der Woche in der zehnten Runde war die Gewinnpartie von Kazim Gulamali (Boston) gegen Larry Kaufman (Baltimore), die in der Jahreswertung Platz 10 belegte), auf dem dritten Platz die Gewinnpartie von Alex Stripunsky (New Jersey) gegen Vladimir Romanenko (Manhattan) aus der fünften Runde.

## Die Meistermannschaft
| 1.            | Seattle Sluggers |
| Schachfiguren | Varuzhan Akobian, Georgi Orlov, Costin Cozianu, Slava Mikhailuk, Marcel Milat, Curt Collyer, Joshua Sinanan, Michael Omori, Roland Feng, Peter Lessler. |